# گروه (کرمان)
گروه، روستایی است از توابع بخش راین شهرستان کرمان در استان کرمان ایران.
منطقه ای کوهستانی، دارای جاذبه های طبیعی در فصل بهار و تابستان. از جاذبه های طبیعی آن وجود درخت های کهن سال گردو است و همچنین سد خاتم الانبیا که در قریه ای خوش آب و هوا و ییلاقی به نام کمسرخ واقع شده است.

## جمعیت
این روستا در دهستان حسین‌آباد و گروه قرار داشته و براساس آخرین سرشماری مرکز آمار ایران که در سال ۱۳۸۵ صورت گرفته، جمعیت آن ۴۵۳نفر (۱۰۷خانوار) بوده‌است.